# Schottische Badmintonmeisterschaft 2019
Die Schottische Badmintonmeisterschaft 2019 fand vom 1. bis zum 3. Februar 2019 in Perth statt.

## Medaillengewinner
| Disziplin    | Gold                          | Silber                              | Bronze                         |
| ------------ | ----------------------------- | ----------------------------------- | ------------------------------ |
| Herreneinzel | Kieran Merrilees              | Ciar Pringle                        | Matthew Carder                 |
| Herreneinzel | Kieran Merrilees              | Ciar Pringle                        | Joshua Apiliga                 |
| Dameneinzel  | Kirsty Gilmour                | Holly Newall                        | Rachel Sugden                  |
| Dameneinzel  | Kirsty Gilmour                | Holly Newall                        | Julie MacPherson               |
| Herrendoppel | Alexander Dunn Adam Hall      | Christopher Grimley Matthew Grimley | Jack MacGregor Ciar Pringle    |
| Herrendoppel | Alexander Dunn Adam Hall      | Christopher Grimley Matthew Grimley | Steven Stewart Ben Torrance    |
| Damendoppel  | Julie MacPherson Holly Newall | Eleanor O’Donnell Ciara Torrance    | Kirsty Gilmour Basia Grodynska |
| Damendoppel  | Julie MacPherson Holly Newall | Eleanor O’Donnell Ciara Torrance    | Alice Campbell Rachel Sugden   |
| Mixed        | Adam Hall Julie MacPherson    | Alexander Dunn Eleanor O’Donnell    | Thomas Bethell Basia Grodynska |
| Mixed        | Adam Hall Julie MacPherson    | Alexander Dunn Eleanor O’Donnell    | Ciar Pringle Lauren Middleton  |